# Верховний суд Польщі

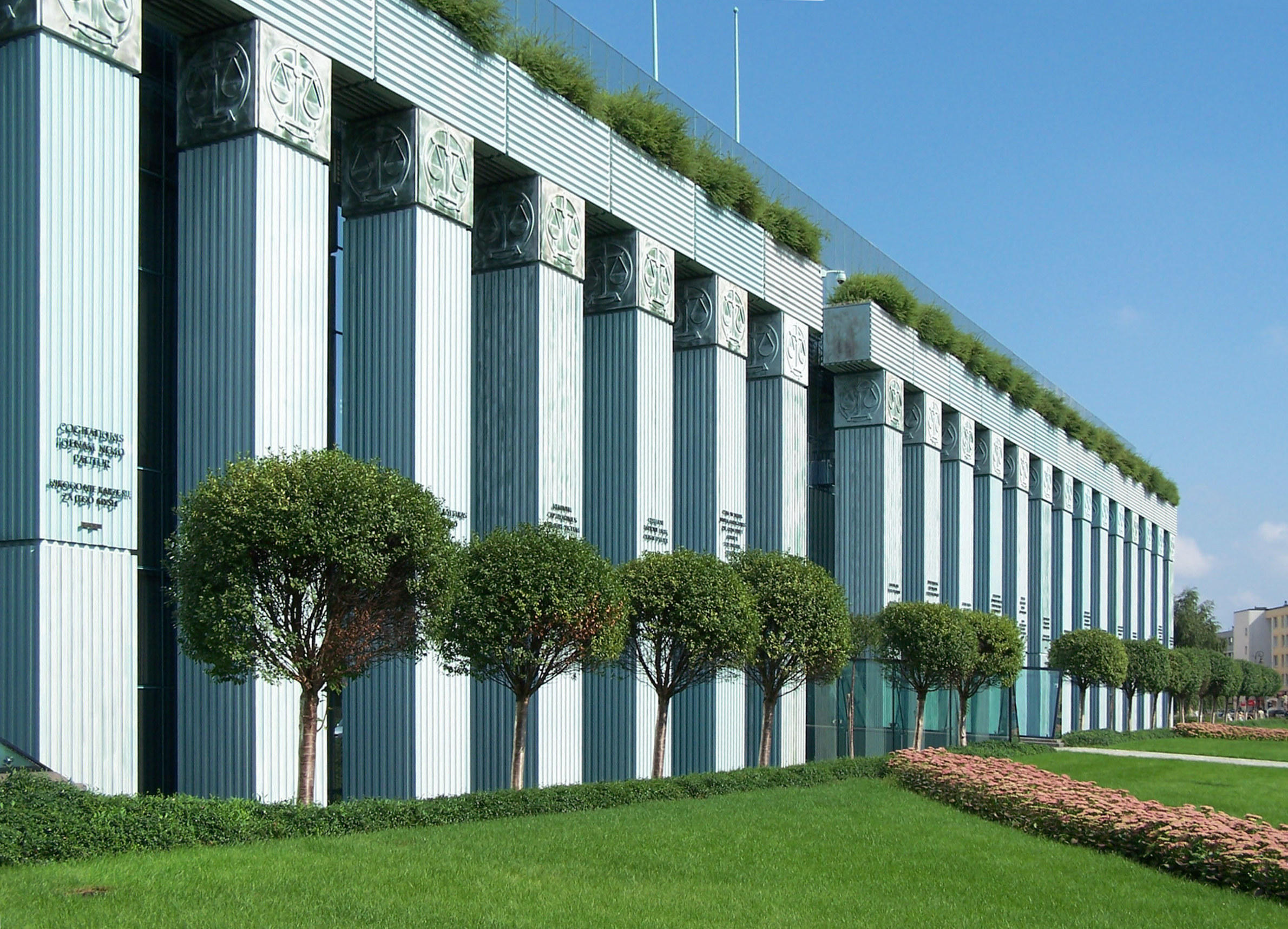
Будівля Верховного суду

Верховний суд Польщі (пол. Sąd Najwyższy Rzeczypospolitej Polskiej) — вища судова інстанція в Польщі у цивільних і кримінальних справах для судів загальної юрисдикції і військових судів.

## Будова суду
Верховний суд Польщі ділиться на п'ять палат:
- Цивільна палата
- Кримінальна палата
- Палата праці та соціального страхування
- Палата надзвичайного контролю та громадських справ
- Дисциплінарна палата

## Цивільна палата
До компетенції цивільної палати належать питання у сфері цивільного, господарського, сімейного та піклувального права, а також питання щодо реєстрації підприємців та реєстрації застави.

## Кримінальна палата
До юрисдикції кримінальної палати належать справи, розглянуті відповідно до Закону від 6 червня 1997 р. — Кримінально-процесуального кодексу (Журнал законів 2017 року, пункти 1904 та 2405 та 2018 року, пункт 5), Закону від 10 вересня 1999 р. — Податковий кримінальний кодекс (Журнал законів за 2017 р., Пункт 2226), Закон від 24 серпня 2001 р. — Кодекс поведінки у справах про правопорушення (Журнал законів 2016 р., Пункт 1713, від із змінами), а також інші питання, до яких застосовуються положення Закону від 6 червня 1997 р. — Кримінально-процесуальний кодекс, а також справи, що підпадають під дію судової практики військових судів.

## Палата праці та соціального страхування
До компетенції палати праці та соціального захисту належать питання, пов'язані з трудовим законодавством, соціальним забезпеченням, справами за претензіями винахідників, корисними та промисловими зразками та топографіями інтегральних мікросхем на винагороду, питаннями реєстрації, виключаючи питання щодо реєстрації підприємців та реєстрації застави.

## Палата надзвичайного контролю та громадських справ
До компетенції палати надзвичайного контролю та громадських справ належить розгляд надзвичайних скарг, визнання виборчих протестів і протестів проти дійсності національного референдуму та конституційного референдуму, а також підтвердження чинності виборів та референдуму, інші питання у сфері публічного права, включаючи питання захисту конкуренції, регулювання енергетики тощо., телекомунікацій та залізничного транспорту, а також справи, коли було подано апеляційну скаргу на рішення Голови Національної ради радіомовлення, а також скарги щодо тривалості судових процесів перед загальними та військовими судами та Верховним судом.

## Дисциплінарна палата
До компетенції дисциплінарної палати входять питання:
1) дисциплінарне: а) судді Верховного Суду, б) розглядається Верховним Судом у зв'язку з дисциплінарним провадженням, яке проводиться відповідно до таких актів:
- від 26 травня 1982 р. — Закон про адвокатуру (Журнал законів 2017 р., статті 2368 та 2400),
- від 6 липня 1982 року з питань юридичних радників (Журнал законів 2017 року, пункти 1870 та 2400),
- від 14 лютого 1991 р. — Закон про нотаріат (Журнал законів 2017 р., пункт 2291),
- від 21 серпня 1997 р. — Закон про структуру військових судів (Журнал законів 2017 року, пункти 2243 та 2265 та 2018 року, пункти 3 та 5),
- від 18 грудня 1998 р. про Інститут національної пам'яті — Комісія з розслідування злочинів проти польської нації (Журнал законів 2016 р., пункт 1575 та 2018 р., пункт 5),
- від 27 липня 2001 р. — Закон про структуру загальних судів,
- від 28 січня 2016 року — Закон про прокуратуру (Журнал законів за 2017 р., пункт 1767 та 2018 р., пункт 5);

2) у галузі трудового права та соціального забезпечення стосовно суддів Верховного Суду;
3) щодо відставки судді Верховного Суду.